# سجاد کوچکی
سجاد کوچکی (زاده ۱۳۳۴ ایذه) دریادار ارتش ایران است، که در فاصله سالهای ۱۳۸۴ تا ۱۳۸۶ فرماندهی نیروی دریایی ارتش جمهوری اسلامی ایران را برعهده داشت. وی در خلال جنگ ایران و عراق از اعضای ارتش جمهوری اسلامی ایران بود و پیش‌تر در دوره‌ای به‌عنوان جانشین معاون طرح، برنامه و بودجه ستاد کل نیروهای مسلح فعالیت می‌کرد.